# Werktuigendagen

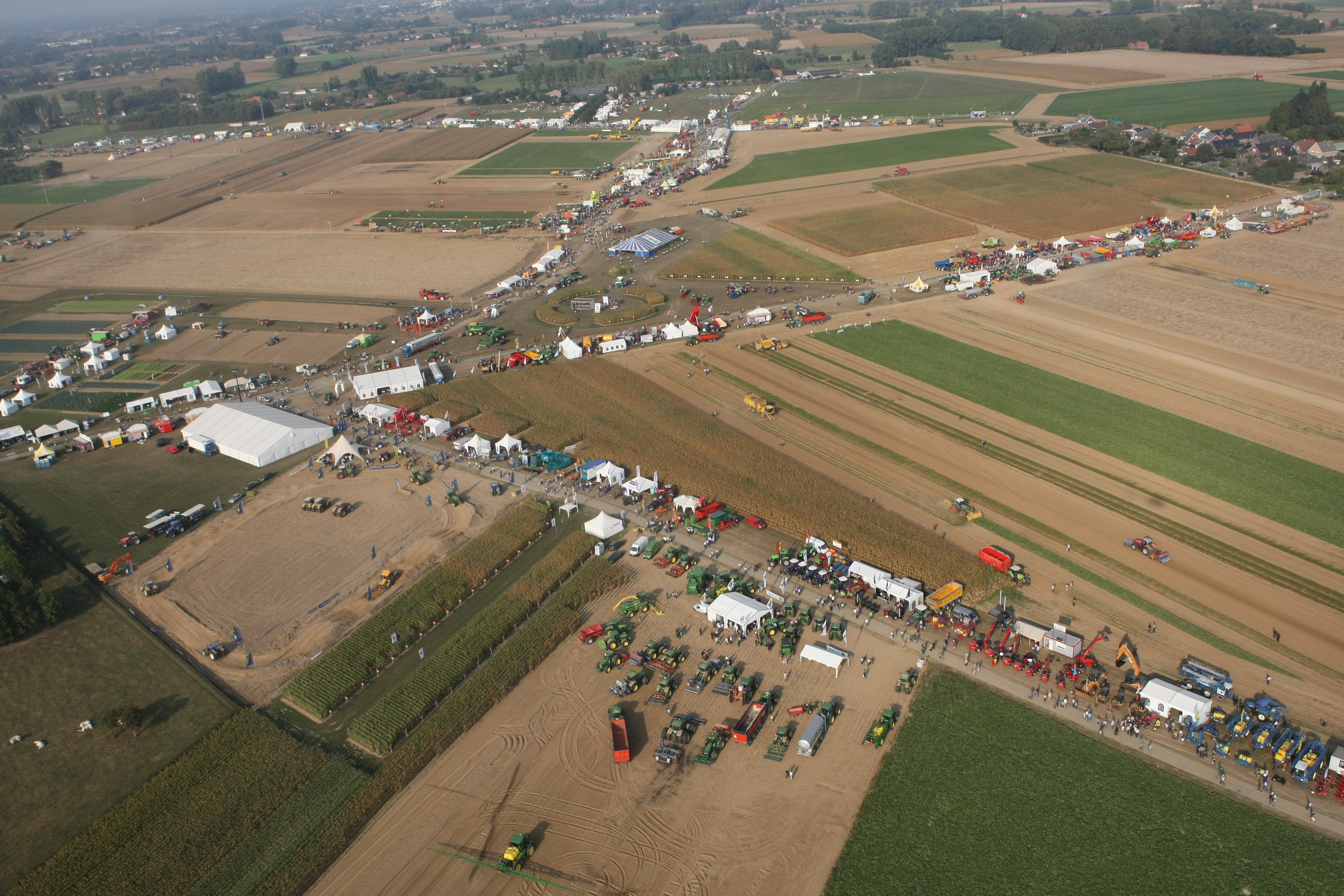
Luftbild des Werktuigendagen-Geländes in Oudenaarde 2009

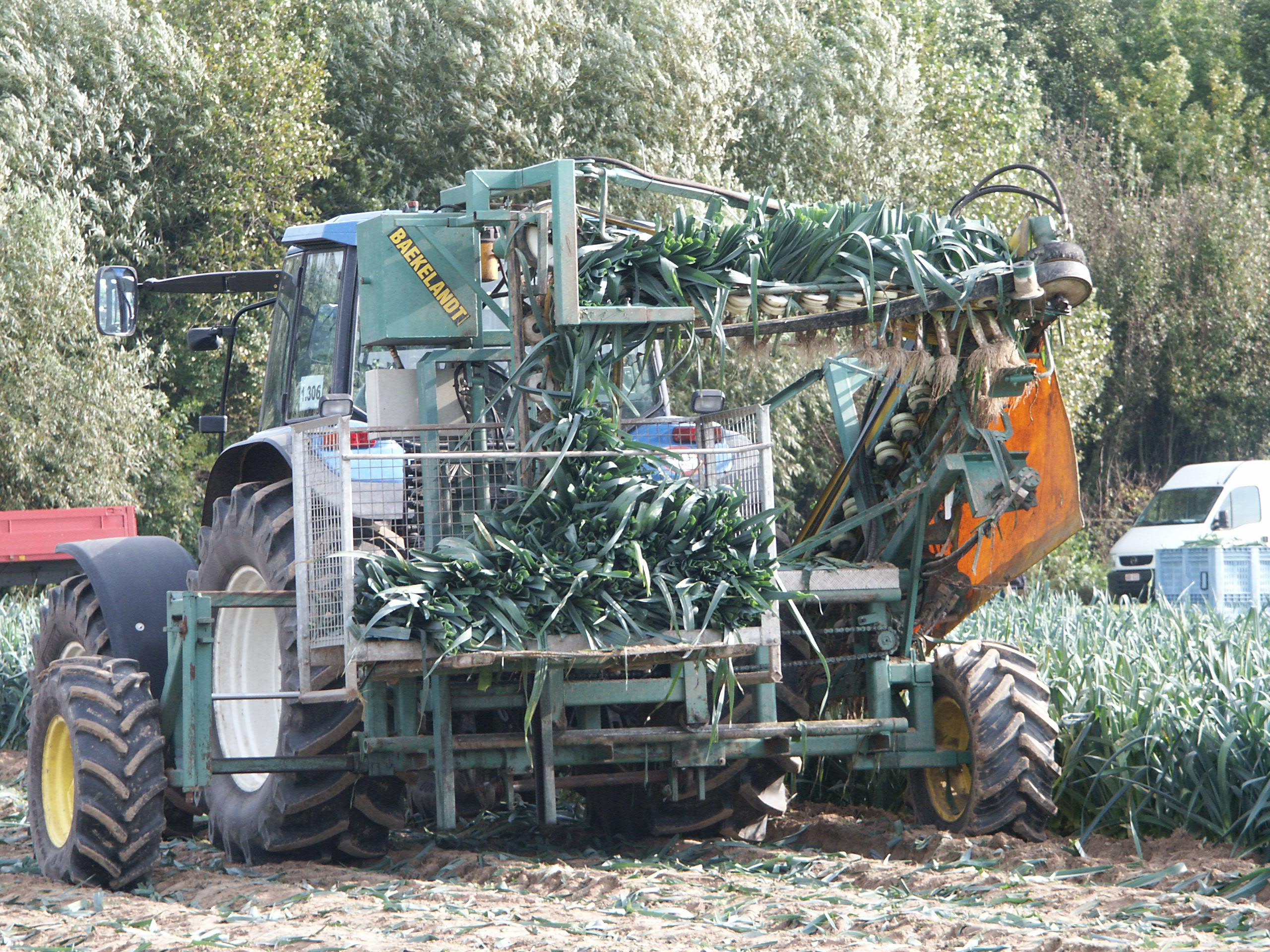
Mit den Maschinen werden nicht nur „Trockenübungen“ gemacht, sondern es wird richtig gearbeitet: hier bei der Lauch-Ernte

Die Werktuigendagen (nld. vollständig Internationale Werktuigendagen voor Land- en Tuinbouw, abgekürzt IWD, zu Deutsch Internationale Werkzeug- bzw. Gerätetage für Land- und Gartenbau) sind landtechnische Fachmessen, die seit 1954 regelmäßig in Flandern, Belgien, stattfinden. Die mehrtägigen Veranstaltungen werden alle zwei Jahre, meist an einem Wochenende im September, im Freien abgehalten. Ausrichter ist der in Gent ansässige Verein Werktuigendagen vzw.
Als Veranstaltungsgelände dienen seit Ende des 20. Jahrhunderts über 100 Hektar Ackerfläche im Ortsteil Heurne der Stadt Oudenaarde in der belgischen Provinz Ostflandern. Als Aussteller sind neben national und international bekannten Agrartechnik- und Saatgutunternehmen auch landwirtschaftliche Verbände und Institutionen sowie Stalleinrichter vertreten. Insbesondere belgische und niederländische Unternehmen nutzen die Werktuigendagen zur Neuheitenpräsentation. Bei den 29. Werktuigendagen 2009 waren 193 Aussteller und rund 82.000 Besucher zu verzeichnen.
Im Vergleich zu anderen, in Messehallen stattfindenden landwirtschaftlichen Ausstellungen wie der Agritechnica oder der SIMA ist der Anteil praktischer Vorführungen bei den Werktuigendagen sehr hoch. Sie ähneln damit den deutschen, ebenso im Freien stattfindenden DLG-Feldtagen, die bezüglich Ausstellerpräsenz und Publikum gleichfalls nationale, in Teilen auch europäische oder internationale Bedeutung haben. Bei den Werktuigendagen gibt es außerdem einen Programm- und Ausstellungsbereich für historische Landmaschinen, der vor allem von Traktor-Oldtimervereinen genutzt wird und nicht nur Fachpublikum anzieht.
Als zweite große Landwirtschaftsmesse Flanderns findet im selben Zweijahresturnus, jeweils im Januar, die Agriflanders in der Genter Flanders Expo statt.